# 北洋建設 (札幌市の企業)
北洋建設株式会社（ほくようけんせつ）は、北海道札幌市にある建設業でいう躯体や仮設、解体を行っている企業である。

## 沿革
- 1973年8月、小澤工務店創業、創業者 小澤政洋
- 1974年12月、北洋建設株式会社設立、代表取締役 小澤政洋就任（資本金400万円）
- 1977年4月、石狩事業所開設
- 1992年2月、本社新社屋完成
- 1999年10月、東米里資材センター開設
- 2000年3月、知的所有権取得「うちこみ君」
- 2001年3月、本社新事務所移転
- 2002年10月、豊浦保養所（土地）開所（敷地面積約10,000坪）
- 2003年4月、豊浦保養所（建物）新築
- 2004年4月、東米里第二資材センター開設
- 2005年10月、アスベスト収集袋販売開始
- 2006年2月、東米里第二資材センター増設
- 2006年3月、喜茂別保養所開所（敷地面積約3,000坪）
- 2006年10月、雇用ボランティアの一環として札幌東地区協力雇用主会に加盟
- 2011年6月、福島第2原発にて復興支援開始
- 2012年8月、マンション賃貸開始
- 2012年10月、東日本大震災復興支援開始（福島県）
- 2013年11月、特定派遣業開始
- 2014年4月、合同会社小道商店と事業提携
- 2014年6月、北海道"絆"menづくりプロジェクト参加
- 2014年7月、銀山に遊所予定地購入（敷地面積約14,000坪）
- 2014年11月、一般派遣業開始
- 2016年6月、NPO法人 日本青少年更生社顧問に就任
- 2017年4月、自立準備ホーム認定

## 就労支援
日本財団職親プロジェクトに参加しており、過去40年で雇った元受刑者らは累計500人を超える。社員の約3分の1が元受刑者であるが、性犯罪者と放火犯は雇用していない。静岡地方検察庁の就労支援を受けた者を公判前に採用した実績がある。
また、創業以来、知的・精神障がい者の就労支援に力を入れており、北海道認証障がい者支援企業に認定されている。

## 工事品目
- 仮設工事
- 土木工事
- コンクリート工事
- 解体工事
- その他工事
- 社会貢献

## 加盟団体
- 北海道建設作工技建協同組合
- 札幌東地区協力雇用主会（理事）
- 一般社団法人北海道解体協会（理事）
- 札幌商工会議所・建設業労働災害防止協会 北海道支部
- 札幌北法人会・建設業退職金共済
- コンサドーレ札幌サポーターズ持株会
- 北海道障がい者就労支援プログラム「アクション」
- 厚生労働省若者応援企業
- 家庭裁判所 補導委託先
- 北海道障がい者就労支援企業（6ポイント）
- 公益財団法人日本財団職親プロジェクト
- TSC北海道（労働保険事務組合）
- NPO法人札幌就労支援業者機構
- 北海道menづくりプロジェクト

## 受賞・表彰
- 2000年4月 - 無災害記録金賞受賞
- 2010年4月 - 専務取締役 日本三大賞・宮様賞 東久邇宮記念賞受賞
- 2010年11月 - 専務取締役 日本三大賞・宮様賞 東久邇宮文化褒賞受賞
- 2011年4月 - 代表取締役 日本三大賞・宮様賞 東久邇宮記念賞受賞
- 2015年10月 - 法務省より北海道地方保護観察委員会感謝状受領
- 2017年2月 - 札幌市安心で安全なまちづくり功労者表彰
- 2017年10月 - 喜茂別町よりふるさと納税感謝状受領
- 2017年10月 - 法務省より法務大臣感謝状受領
- 2017年10月 - 独立行政法人高齢・障害・求職者雇用支援機構より高年齢者雇用への感謝状受領